# Emporia
Emporia é uma cidade localizada no estado americano de Kansas, no Condado de Lyon.

## Demografia
Segundo o censo americano de 2000, a sua população era de 26.760 habitantes.
Em 2006, foi estimada uma população de 26.188, um decréscimo de 572 (-2.1%).

## Geografia
De acordo com o United States Census Bureau tem uma área de
25,8 km², dos quais 25,6 km² cobertos por terra e 0,2 km² cobertos por água. Emporia localiza-se a aproximadamente 348 m acima do nível do mar.

## Localidades na vizinhança
O diagrama seguinte representa as localidades num raio de 24 km ao redor de Emporia.